# ホセ・フェルナンド・クアドラード
ホセ・フェルナンド・クアドラード・ロメロ（José Fernando Cuadrado Romero、1985年6月1日 - ）は、コロンビア・バジェドゥパル出身の元プロサッカー選手。元サッカーコロンビア代表。現役時代のポジションはGK。

## 経歴
2017年にコロンビア代表デビュー。2018年夏、2018 FIFAワールドカップに参加。

## 所属クラブ
- ミジョナリオスFC 2005-2009
- デポルティーボ・カリ 2010
- デポルティーボ・パスト 2011-2012
- オンセ・カルダス 2013-2018
- アトレティコ・ナシオナル 2019-2021

## 代表歴

### 出場大会
- コロンビア代表
  - 2018 FIFAワールドカップ

### 試合数
- 国際Aマッチ 1試合 0得点（2017年）[1]

| コロンビア代表 | 国際Aマッチ | 国際Aマッチ |
| 年             | 出場        | 得点        |
| -------------- | ----------- | ----------- |
| 2017           | 1           | 0           |
| 通算           | 1           | 0           |

## タイトル

### クラブ
デポルティーボ・カリ
- コパ・コロンビア: 2010

デポルティーボ・パスト
- カテゴリア・プリメーラB: 2011